# NGC 4999
NGC 4999 é uma galáxia espiral barrada (SBb) localizada na direcção da constelação de Virgo. Possui uma declinação de +01° 40' 21" e uma ascensão recta de 13 horas, 09 minutos e 33,2 segundos.
A galáxia NGC 4999 foi descoberta em 24 de Fevereiro de 1786 por William Herschel.